# بدهی نفرت‌انگیز
در حقوق بین‌الملل بدهی نفرت‌انگیز یا بدهی غیرقانونی  بدهی دولت است که رژیم دریافت‌کنندهٔ تسهیلات، آن را در راستای اهدافی علیه منافع شهروندان کشورش به کار برده‌است و از سوی دیگر وام دهندگان نیز از اهداف استفاده این اوراق قرضه یا قراردادهای تجاری آگاهی داشته‌اند؛ در نتیجه قراردادهای یاد شده وجهه قانونی خود را از دست خواهند داد و شهروندان الزامی برای بازپرداخت این نوع بدهی ندارند. این نوع بدهی، تعهدی شخصی از سوی وام گیرنده محسوب می‌شود (پادشاه، رئیس جمهور، مدیر کل بانک مرکزی یا ملی یا وزرای ذی‌صلاح). در نتیجه هیچ تعهدی بر دوش کلیت کشور و به طبع بر دوش شهروندان نیست. در برخی موارد نیز مفهوم بدهی نفرت‌انگیز متناظر با اکراه در معامله (وجود جنبه تحمیلی) و در نتیجه ابطال قراردادهای منعقد شده‌است.
موضوع این دکترین بحث دربارهٔ ضرورت بازپرداخت بدهی خارجی در کشورهایی است که دیکتاتوری، سلطنت مطلقه و حکومت‌های غیر منتخب وجود داشته‌است یا اینکه دولت منتخب به شیوه مردم سالار، وام را دور از چشم شهروندان و بدون رضایت آن‌ها دریافت کرده‌است و هدفش ثروت اندوزی شخصی، ثروت اندوزی گروه‌های وابسته به قدرت، سرکوب اجتماعی و سیاسی و در کل بر ضد منافع شهروندی بوده‌است.
ایالات متحده آمریکا بارها از مفهوم بدهی نفرت‌انگیز استفاده کرده‌است تا از زیر تعهدات کشورهایی که به بلوک آمریکایی می‌پیوندند شانه خالی کند و از سوی دیگر آن‌ها را به همراهی با سیاست‌هایش ترغیب کند. نمونه‌های استفاده از این مفهوم از سوی ایالات متحده به وضوح در روند استقلال ساختگی کشورهای فیلیپین (۱۸۹۹–۱۹۰۱) و کوبا (۱۸۹۸–۱۹۰۲) از امپراتوری اسپانیا تا جنگ عراق در ۲۰۰۳ که منجر به عدم پرداخت بدهی‌های فرانسه و چند کشور دیگر از عراق شد، دیده می‌شود.

## خاستگاه
الکساندر نوام ساک در سال ۱۹۲۷ دکترین نظری بدهی نفرت‌انگیز را ارائه کرد. او حقوقدانی روس بود که از ۱۹۱۷ به عنوان استاد حقوق بین‌الملل در دانشگاه‌های اروپا و ایالات متحده مشغول به کار بود.

## تعاریف
نوام ساک تعریف این نوع بدهی را در رساله‌ای با عنوان تأثیرات تغییر و تحول دولت‌ها بر بدهی‌های عمومی و سایر دیون مالی ارائه کرد که در ۱۹۲۷ در پاریس چاپ شد. طبق تعریف ساک، یک بدهی باید دارای این سه ویژگی باشد تا به عنوان نفرت‌انگیز شناخته شود:
1. دولت یک کشور وامی را بدون آگاهی و تأیید شهروندان دریافت می‌کند.
2. بدهی صرف فعالیت‌هایی می‌شود که برای ملت سودی ندارد.
3. وام دهنده با آگاهی از شرایط یاد شده در موارد قبلی وام را ارائه می‌کند _معمولاً به دلیل بهره بالایی که دریافت خواهد کرد_.